# Aythya collaris
La moretta dal collare (Aythya collaris) è una piccola anatra tuffatrice del Nordamerica.

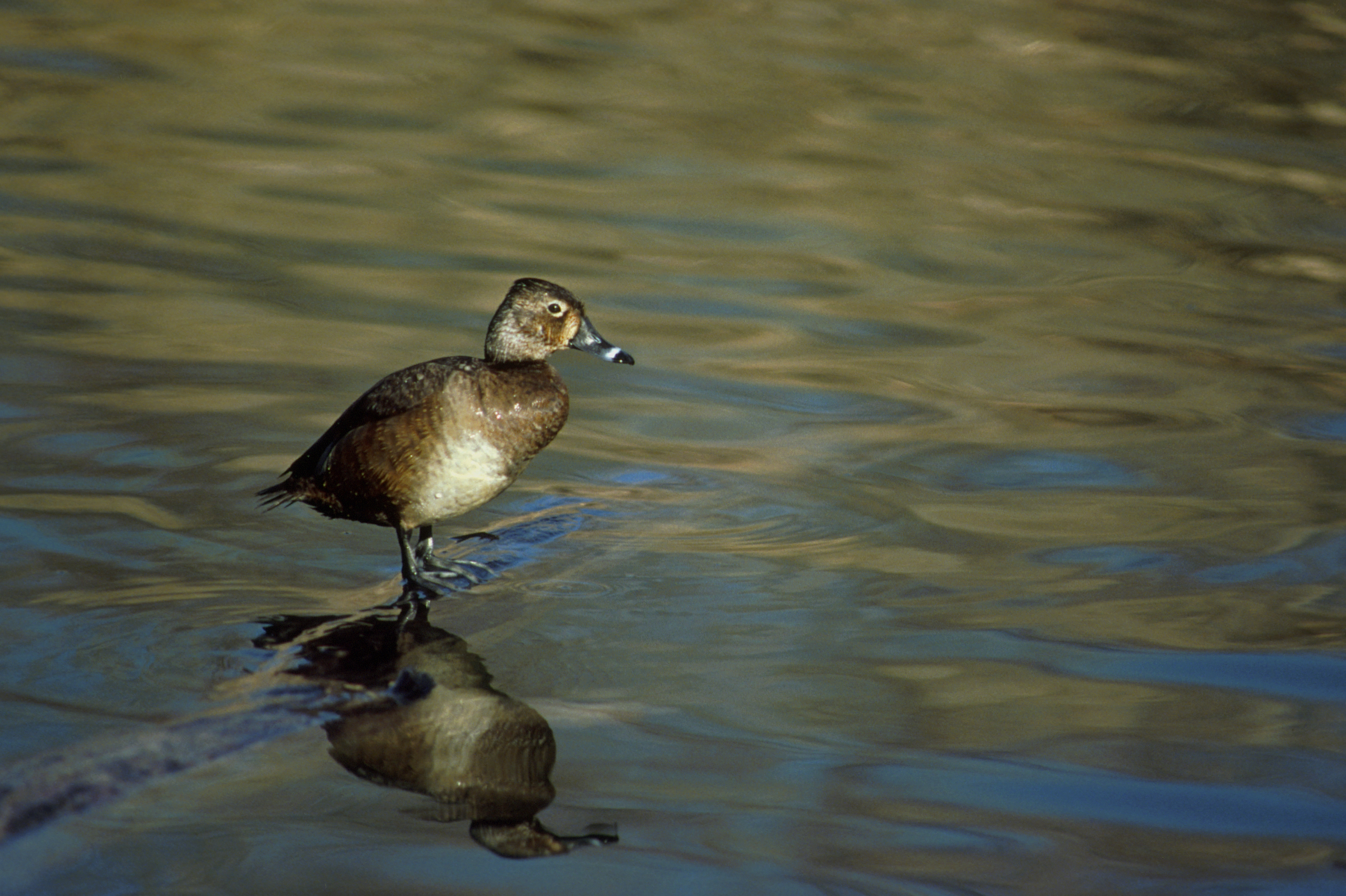
Femmina

Il maschio adulto è simile nella colorazione alla moretta eurasiatica, sua parente. Ha il becco grigio con una banda bianca, la testa viola brillante, il petto bianco, gli occhi gialli e il dorso grigio scuro. La femmina adulta ha la testa e il corpo bruno pallidi con il dorso bruno scuro, il becco scuro con una impercettibile banda più chiara di quella del maschio e gli occhi bruni. Il collare color cannella è solitamente difficile da osservare.
Il loro habitat di nidificazione sono i laghi e gli stagni di foresta degli Stati Uniti settentrionali e del Canada. Trascorrono l'inverno nel Nordamerica meridionale, solitamente in laghi, stagni, fiumi o baie. Questa grande migratrice è una rara ma occasionale visitatrice dell'Europa occidentale. Individui occasionali si avvistano ogni anno anche in America Centrale, fino alla Costa Rica, tra ottobre/novembre e maggio/giugno.
Questi uccelli si nutrono soprattutto immergendosi o stando in superficie. Mangiano piante acquatiche così come alcuni molluschi, insetti acquatici e piccoli pesci.
Il nido ha forma di scodella e viene costruito con vegetazione acquatica e foderato di piumino, in un luogo asciutto nei pressi dell'acqua. La femmina depone da 8 a 10 uova e può rimanere con i piccoli fino a che non sono in grado di volare.